# Erico Stickel
Erico João Siriuba Stickel foi um advogado, industrial têxtil, filantropo, bibliófilo, colecionador de arte e estudioso da iconografia brasileira. 

## Biografia
Descendente de alemães, nasceu em São Paulo, em 3 de abril de 1920, filho de Arthur Stickel e Erna Hedwig Stickel, e faleceu também em São Paulo, em 25 de dezembro de 2004.
Formado em direito pela Universidade de São Paulo em 1944, foi industrial têxtil nos anos 60 e 70. Foi presidente da Fundação Visconde de Porto Seguro e da Fundação Martius , e instituiu em 1954 em companhia da esposa Martha Diederichsen Stickel a Fundação Beneficente Martha e Erico Stickel,   dedicando-se à assistência médica e social para a infância carente em tratamento de tuberculose em Campos do Jordão, SP. 
Em 1977 doou à Sociedade Beneficente Alemã um pavilhão para idosos denominado "Stickel Heim" com 17 quartos , colaborou com a implantação da Aldeia SOS Rio Bonito , participando ainda de outras obras assistenciais, atividades que ensejaram ao casal Erico e Martha Stickel a cidadania honorária de Campos do Jordão e Ilhabela, SP. 
Colecionador de arte, bibliófilo e estudioso da Iconografia Brasileira do Século XIX, conviveu desde cedo com a biblioteca herdada de seu tio-avô Johann Metz (1861-1936) depois enriquecida por seu pai Arthur Stickel (1890-1968), à qual adicionou sua própria coleção. Parte desta biblioteca foi doada ao Instituto de Estudos Brasileiros da USP (IEB) em 2002, denominada “Biblioteca Martha e Erico Stickel” (cerca de 2.500 volumes) , e constitui a “Pequena Biblioteca” do título do livro que lançou em 2004: "Uma pequena biblioteca particular: Subsídios para o estudo da iconografia no Brasil (EDUSP, 2004)" . Esta coleção também contou, durante 25 anos, com a tela Abaporu, de Tarsila do Amaral, tendo sido adquirida nos anos 1960 de Pietro Maria Bardi, em sua galeria Mirante das Artes, e vendida a Raul Forbes em 1984  .
Outra parte de sua biblioteca iconográfica, contendo livros de trabalho e edições raras (edições de época ou contendo gravuras originais), além das seções de História e Bibliografia, foram incorporadas ao Instituto Hercule Florence (IHF) em 2008 (cerca de 1.200 volumes)
Foi incorporado também ao IHF seu arquivo de trabalho, construído ao longo de cinco décadas; formado por três grandes fichários em papel, um deles reúne 7.000 biografias de personagens relacionados à iconografia brasileira. 

## Publicações
2004 Publicou o livro "Uma Pequena Biblioteca Particular: subsídios para o Estudo da Iconografia no Brasil" - EDUSP 

## Ligações Externas
- Conselho de Administração da 18ª Bienal de São Paulo, 1985
- Instituto Moreira Salles – Coleção Martha e Erico Stickel
- Revista FIEO em  Foco. Osasco: Centro Universitário UNIFIEO, ano XVII, n. 156, set. 2010 - “Família Stickel doa obras raras à Biblioteca da FIEO”